# Parcs nationaux en Angola
L'Angola abrite plusieurs parcs nationaux qui sont des sanctuaires pour de très nombreuses espèces animales et végétales, dont certaines sont endémiques au pays.
Il existe officiellement dans le pays 7 parcs nationaux, auxquels il convient d'ajouter la réserve naturelle intégrale de Luando. Malheureusement, les deux guerres civiles qui agitèrent le pays des années 1960 à 2002, quasiment sans interruption, signifient que l'administration de la plupart d'entre eux a été laissée à l'abandon et au pillage durant des dizaines d'années. De plus, des programmes importants de déminage sont toujours en cours dans certains de ces parcs, ce qui signifie qu'une partie de leurs aires n'est toujours pas sécurisée ni adaptée au tourisme.
Depuis le milieu des années 2010, la gestion du parc national d'Iona – au sud du pays – a été confiée à l'ONG britannique African Parks qui souhaite en faire, à terme, une zone trans-frontalière de protection liée au parc national de Skeleton Coast en Namibie voisine.

## Liste des parcs nationaux
| Année de création | Parc national                  | Région            | Superficie (km²) | Catégorie UICN |
| ----------------- | ------------------------------ | ----------------- | ---------------- | -------------- |
| 1970              | Parc national de Cangandala    | Malanje           | 630              | II             |
| 1938              | Parc national de Cameia        | Moxico (province) | 1445             | II             |
| 1964              | Parc national d'Huila          | Région d'Huila    | 7772             | II             |
| 1962              | Parc national d'Iona           | Kunene            | 15 150           | II             |
| 1957              | Parc national de Kisama        | Bengo             | 8651             | II             |
| 2011              | Parc national de Luenge-Luiana | Cuando Cubango    | 22610            | II             |
| 1964              | Parc national de Mupa          | Kunene            | 6600             | II             |

- Parc faisant partie du patrimoine mondial de l'Unesco

### Situation géographique
Passer la souris sur les points rouges pour connaître le nom des parcs:
| Parc national de la Cangandala · Parc national de Cameia · Parc national d'Huila · Parc national d'Iona · Parc national de Kisama · Parc national de Mupa |

## Galerie d'images
Par ordre alphabétique des parcs:

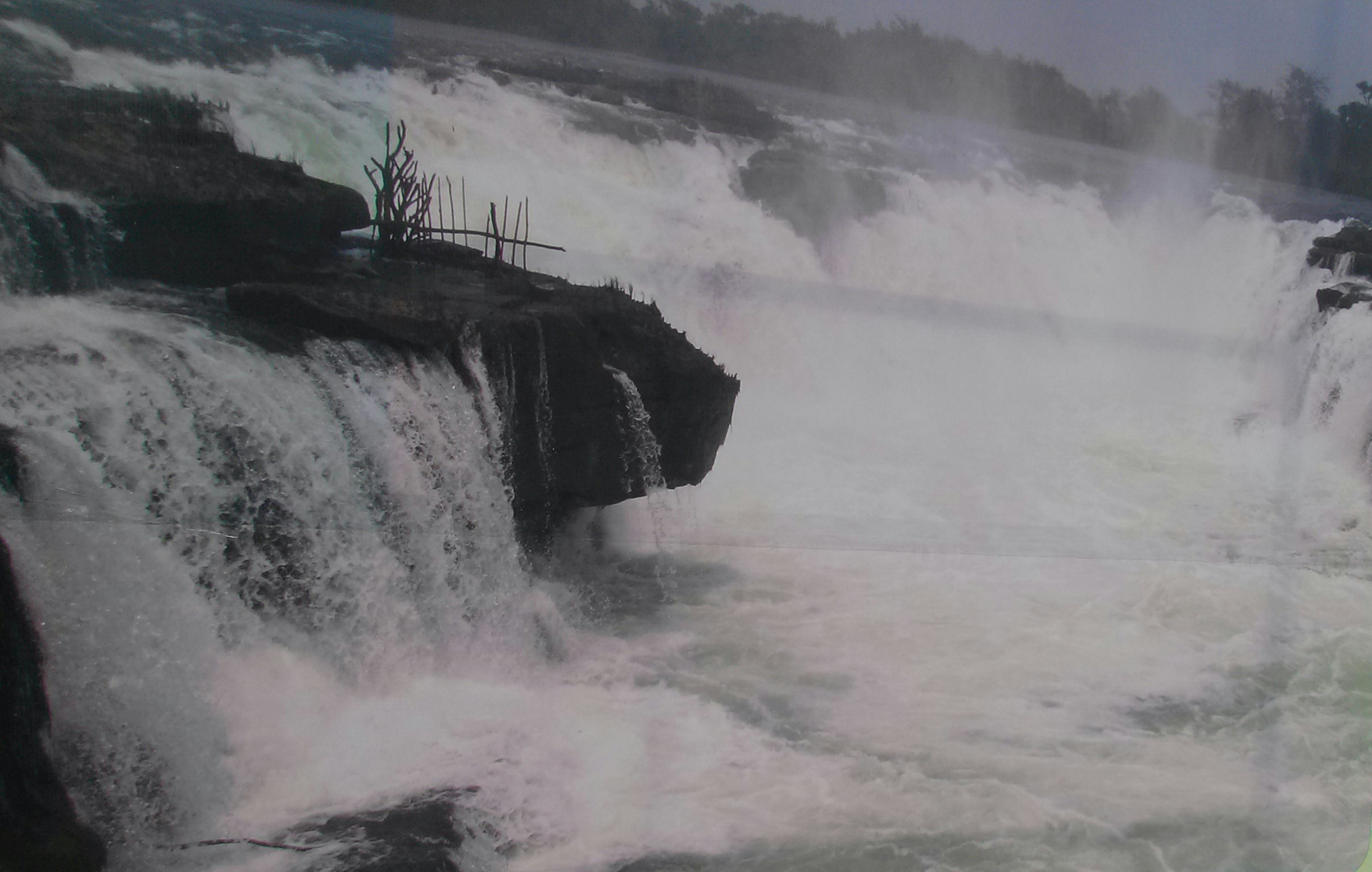
Chutes et rapides de Cangandala, parc national de Cangandala.
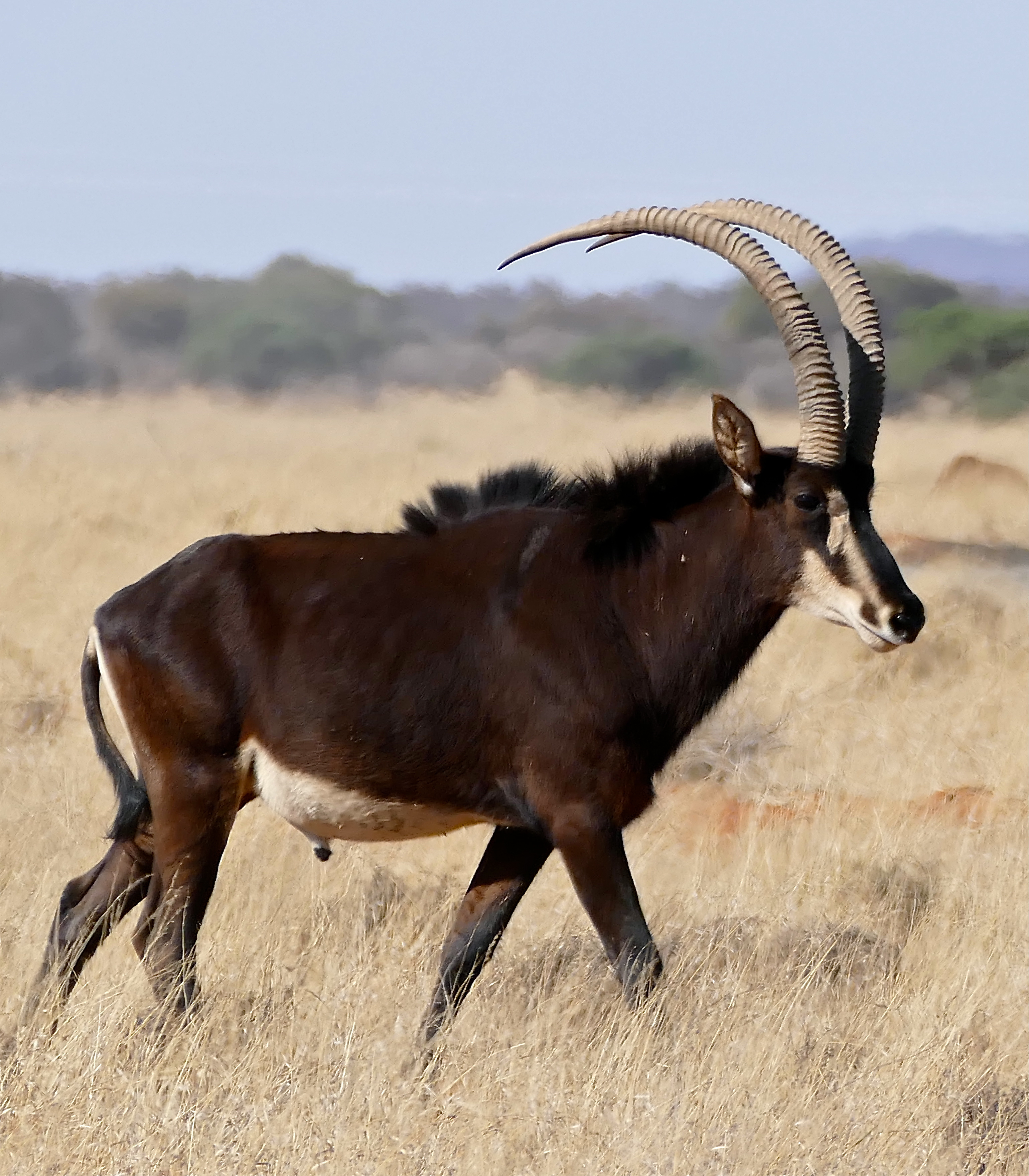
Le parc national de Cangandala fut originellement créé pour protéger l'espèce Hippotragus niger (ici un mâle).
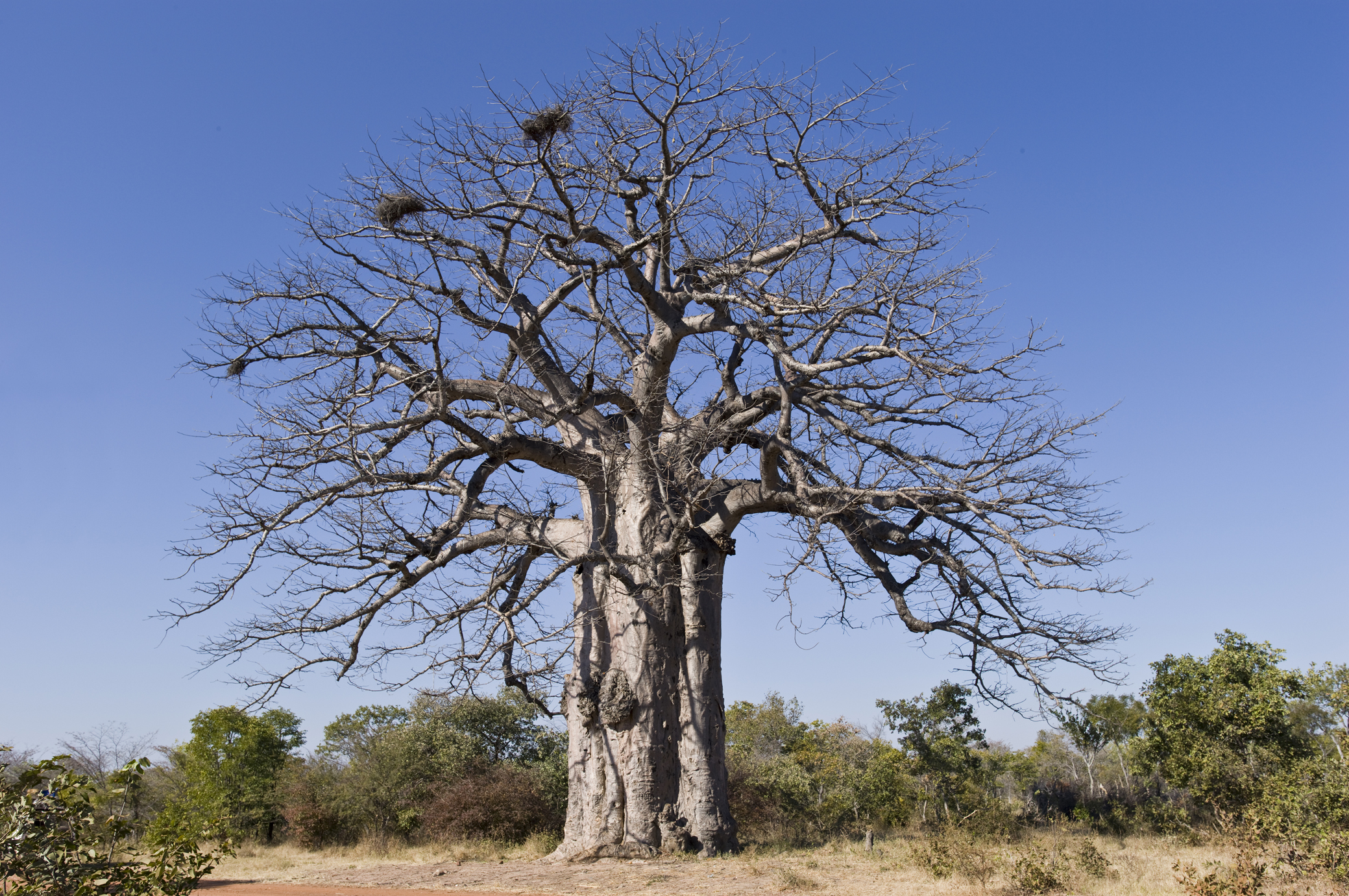
Adansonia digitata est aussi appelé « l'arbre à l'envers » car son ramage ressemble à un système racinaire. Il est devenu l'emblème non seulement du parc national d'Iona, mais aussi de tout le pays.
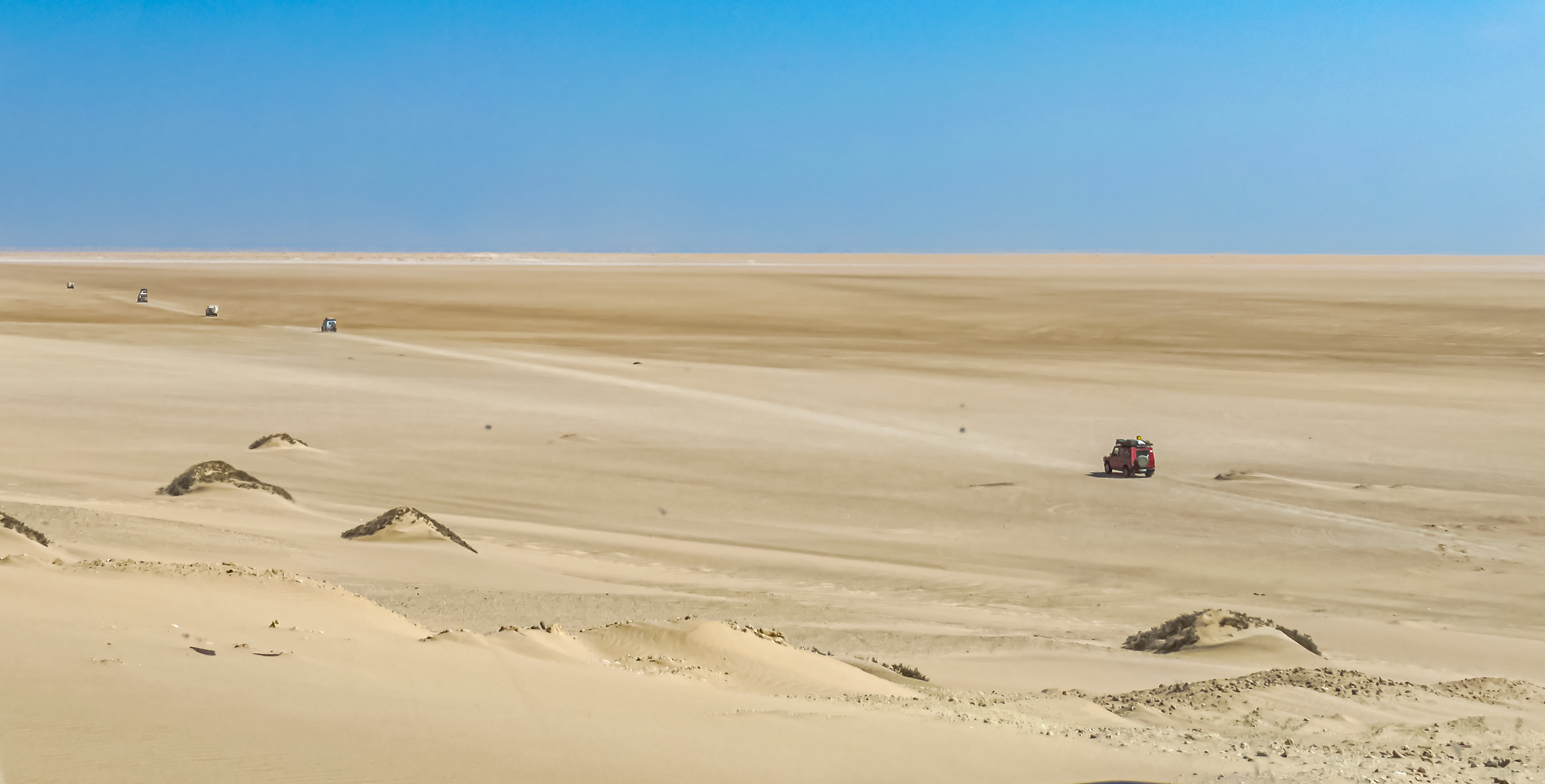
Paysage désertique du parc national d'Iona
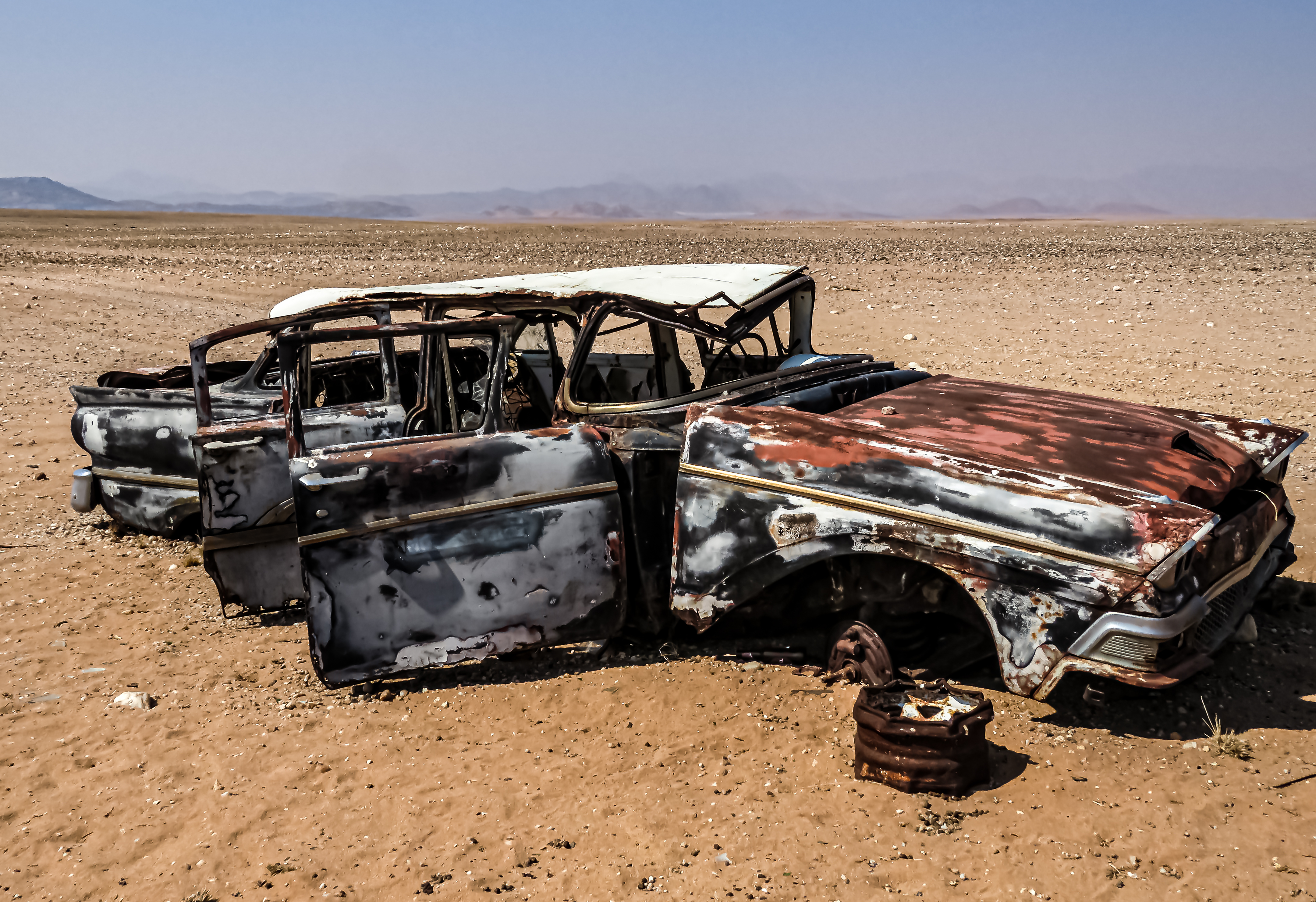
Carcasse de voiture dans le désert du parc national d'Iona ; les pannes sèches sont à éviter absolument dans cet environnement.
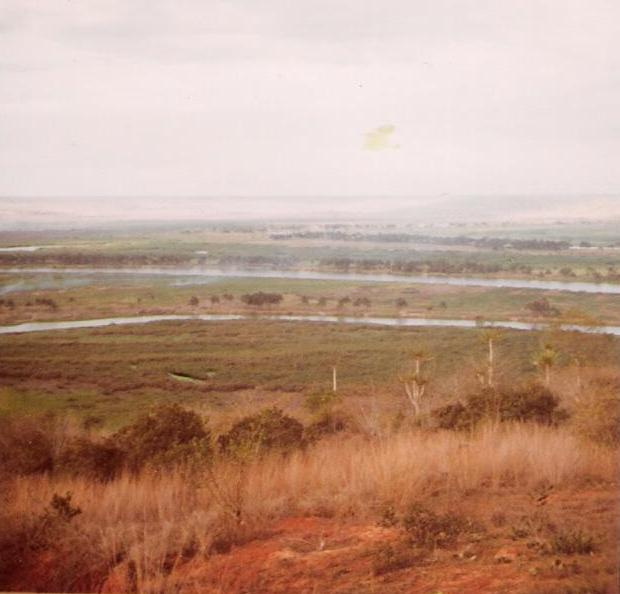
Vue ancienne du parc national de Kisama en 1972, 15 ans après sa création. On y voit des bras du delta du Rio Kwanza. C'est un des rares parcs encore totalement en activité après les guerres civiles Angolaises.
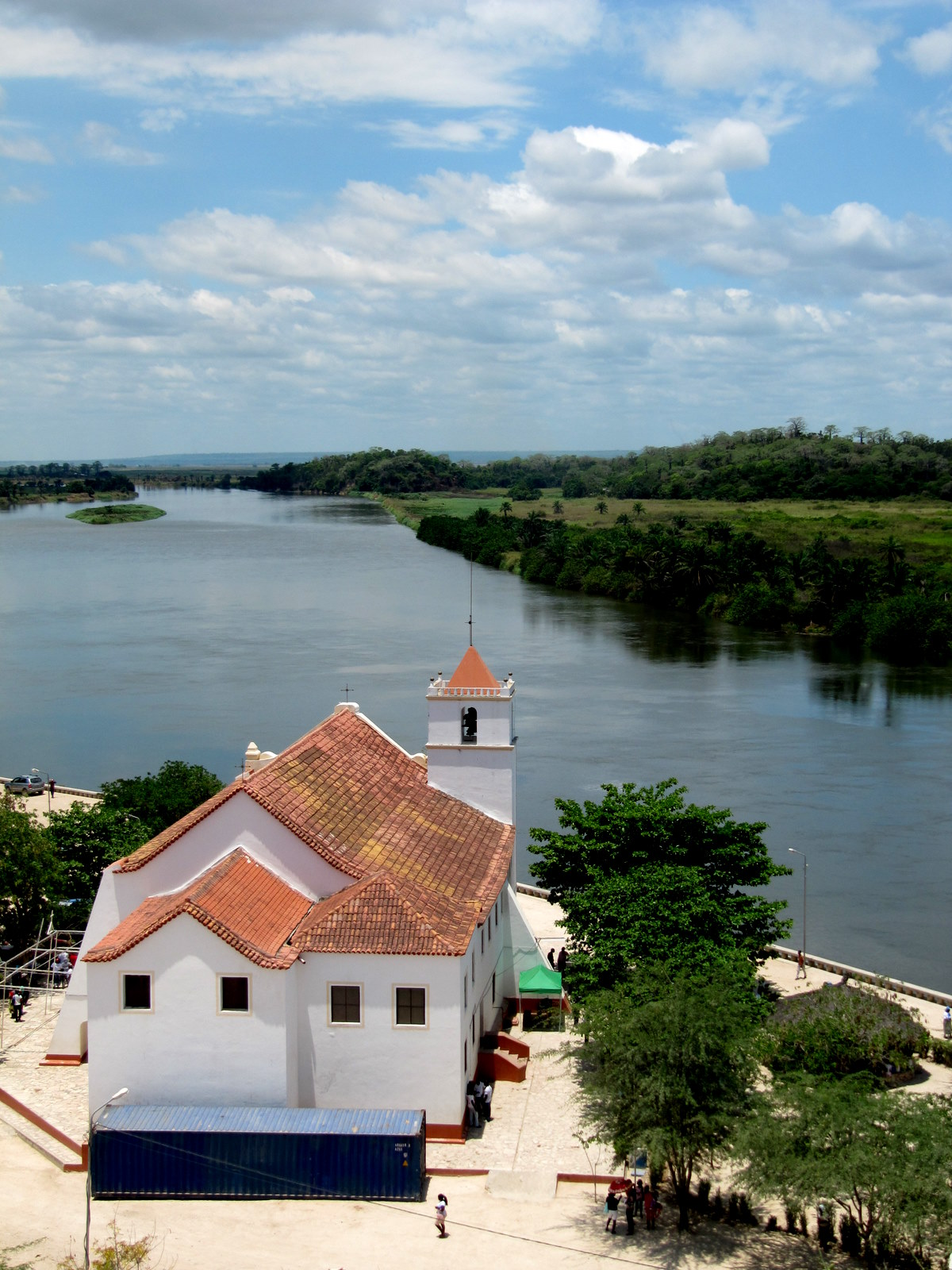
Église N-D de la Conception (XVIe siècle) à Muxima[4], sur les bords du fleuve Kwanza, bordant le parc national de Kisama (2009).